# Joachim von Maltzahn
Joachim (Achim) von Maltzahn (kolem 1427 – 15. února 1473) byl pomořanský šlechtic pocházející z rodu von Maltzahn a dědičný zemský maršál.

## Životopis

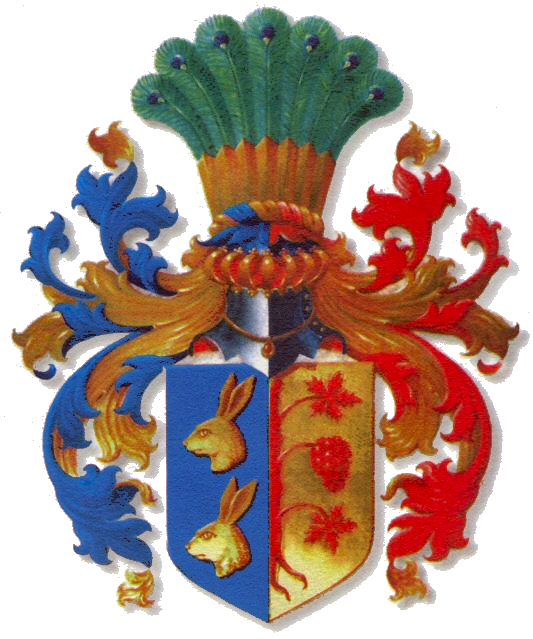
erb rodu Maltzahn

Jeho rodiči byli Jindřich von Maltzahn († 1431), který vlastnil panství Osten v Pomořansku a Wolde v Meklenbursku, a jeho manželka Kateřina von Nortmann († 1429).
Joachim von Maltzahn byl dědičný pomořanský maršál, který stál v čele nejvyššího zemského úřadu. Příslušnici jeho rodu drželi nejvyšší zemský úřad do roku 1918. 
Jeho vnukem byl císařský polní maršál Joachim von Maltzan.

## Rodina
Jeho první manželkou byla Markéta von Voss. Spolu měli tři děti:
- Ludolf von Maltzahn – vlastnil panství Penzlin
- Bernd von Maltzan – loupeživý baron (zlý Bernd) a vévodský tajný rada[2]
- Sophie von Maltzahn

Jeho druhou manželko byla Anežka Gans von Putlitz. Z tohoto manželství vzešel jediný syn: 
- Otto von Maltzahn (1473–1502)